# Надпис на Лъв Хидзилаки
Надпис на Лъв Хидзилаки (на гръцки: Επιγραφή του Λέοντος Χιτζιλάκη) е византийски строителен надпис на гръцки език от 904 година, важен източник за историята на Солун от началото на X век.

## Откриване и публикации
Надписът е открит случайно в 1874 година „близо до Бошнак хан, срещу Банк Отоман, във Франкомахала“. Банк Отоман се е намирала на около 50 m западно от католическата църква „Непорочно зачатие Богородично“.
Първата вярна публикация е на Петрос Папагеоргиу в „Бизантинише Цайтшрифт“. По-късна публикация в 1913 година със снимка и превод прави Орест Тафрали.

## Описание
Надписът се пази в Музея на византийската култура в Солун. Издълбан е на трегер, счупен на две части, който има размери 3,15×0,84×0,27 m. На основа на исторческите данни в него се датира в 904 година. Надписът е на два реда:
| „ | ΑΝΕΚΕΝ(ΙC)ΘΗ ΕΠΙ ΛΕΟΝ(ΤΟC) Κ(ΑΙ) ΑΛΕΞΑΝΔΡΟΥ ΤΩ(Ν) ΑΥΤΑΔΕΛΦΩ(Ν) Κ(ΑΙ) ΑΥΤΟΚΡΑΤΟΡ(ΩΝ) Κ(ΑΙ) [ΦΙΛ]ΟΧΡΙCΤΩ(Ν) [Η]Μ[Ω]Ν ΒΑCΙΛΕ(ΩΝ) Κ(ΑΙ) Ε[ΠΙ ΝΙΚΟΛΑΟΥ ΤΟΥ ΟΙ]ΚΟΥΜΕΝΙΚΟΥ ΗΜΩΝ ΠΑΤΡΙΑΡΧΟΥ [ΑΝΕΚ]ΕΝΙC(ΘΗ) ΕΠΙ ΛΕΟΝΤ(ΟC) ΒΑC(Ι)Λ(ΙΚΟΥ) Π(ΡΩΤΟ)CΠΑ(ΘΑΡΙΟΥ) Κ(ΑΙ) CΤΡΑΤΙΓΩ ΘΕCCΑΛ(ΟΝΙΚΗC) ΤΟΥ ΧΙΤΖΙΛΑΚΗ Κ(ΑΙ) ΕΠΙ ΙΩΑΝ[ΝΟΥ] [ΑΡΧΙΕΠ]ΙCΚΟΠ(ΟΥ) ΘΕCCΑΛΟΝΙΚΗC ΤΟΥ ΕΝΤΟΠΙΟΥ Обнови се при Лъв и Александър, братя и автократори и наши христолюбиви василевси и при Николай, вселенския патриарх. Обнови се при Лъв Хидзилаки, императорския протоспатарий и стратег на Солун и при Йоан, архиепископа на Солун, местния. | “ |

Надписът върху трегера се отнася за ремонти, извършени при императорите Лъв VI Философ и Александър от военачалника Лъв Хидзилаки и е от времето на критичен период за града, който се опитва да устои на сарацинската обсада.
Трегерът е е открит на около 200 m западно от главната порта на пристанището и вероятно е бил поставен над отвора на втора порта към пристанището, която е излязла от употреба и е зазидана в XVII век. Улица „Леон Софос“ преди 1917 година минаваше направо от района на пристанището до църквата Света Екатерина, пресичайки „Егнатия“ и „Филипос“ под прав ъгъл и така следва линията на улица, планирана през Елинистическия период. Името „Леон Софос“ вероятно е дадено въз основа на откриването на надписа XIX век.